# Regensburger Straße (Bremen)
Die Regensburger Straße ist eine zentrale Erschließungsstraße in Bremen-Findorff, Ortsteil Regensburger Straße. Sie führt in Ost-West-Richtung von der Münchener Straße bis zur Nürnberger Straße.
Die Querstraßen und Anschlussstraßen wurden zumeist nach Städten in Bayern und auch in Thüringen benannt u. a. als Münchener Str., Schwarzburger Str., Bregenzer Straße, Saalfelder Str., Landshuter Straße, Erfurter Str., Kulmbacher Straße, Starnberger Straße, Augsburger Straße und Nürnberger Straße; ansonsten siehe beim Link zu den Straßen.

## Geschichte

### Name
Die Regensburger Straße wurde nach der bayrischen Stadt Regensburg in der Oberpfalz benannt.
Seit 2006 gehört die erhaltene Regensburger Altstadt samt Stadtamhof zum UNESCO-Welterbe. Sie war Freie Reichsstadt und schon zur Zeit des Ostfränkischen Reichs ein wichtiges Zentrum, in dem auch Reichstage abgehalten wurden. Der Immerwährender Reichstag tagte dann von 1663 bis 1806 in Regensburg im Reichssaal des Alten Rathauses.

### Entwicklung

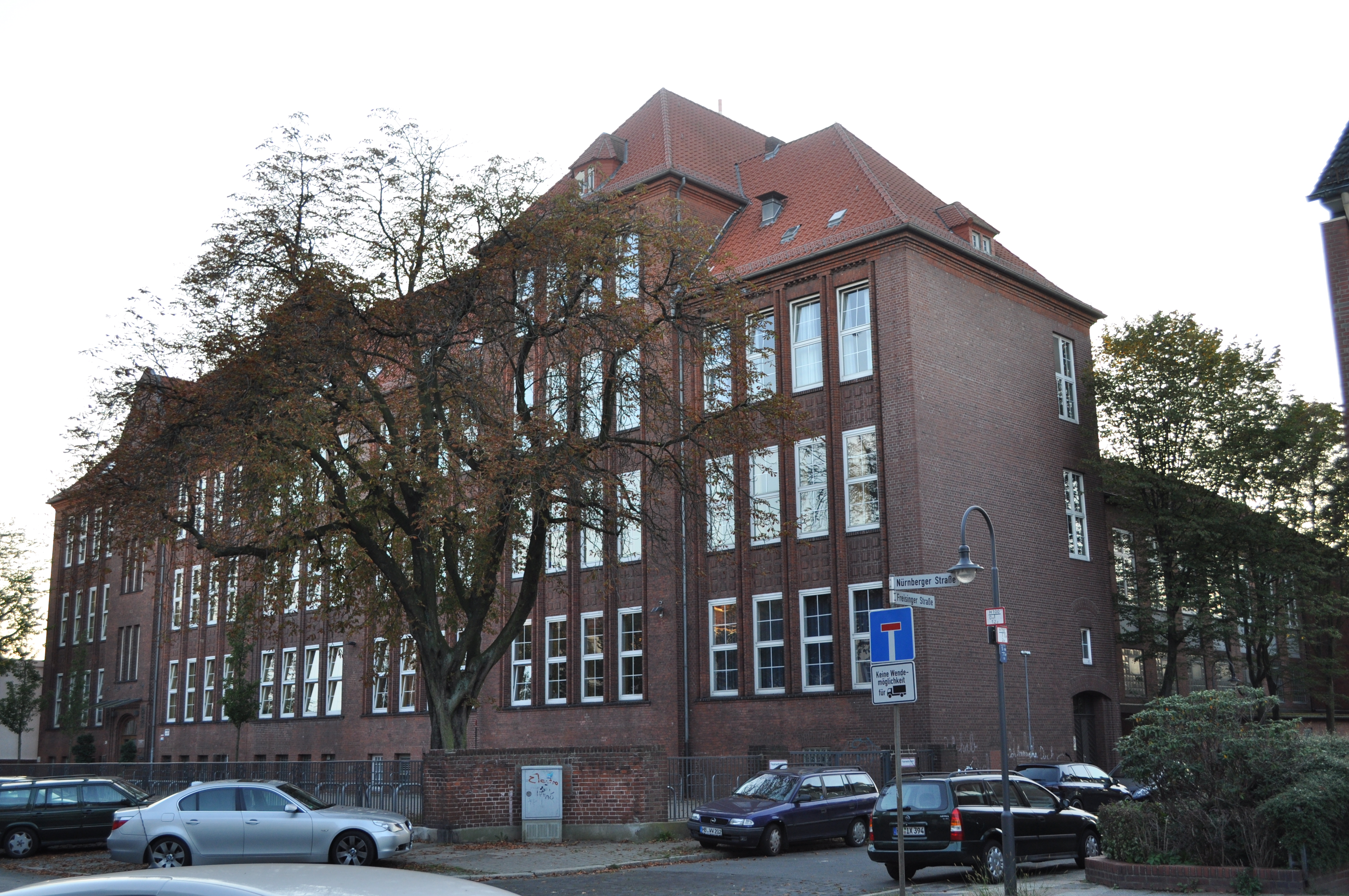
Schulgebäude Nürnberger Straße

1875 hatte Findorff 2500 Einwohner. Ab nach 1900 fand in diesem Ortsteil von Findorff eine intensivere Bebauung statt. Bis 1912 wurde die Schule an der Regensburger Straße als Volksschule gebaut die 2009/10 die Oberschule Findorff wurde. Im Zweiten Weltkrieg wurden hier viele Häuser zerstört. Die Straße ist im ersten Teil durch Nachkriegsbauten geprägt.

### Verkehr
1913 entstand der Anschluss an das Netz der Bremer Straßenbahn mit der Linie 9 von der Hemmstraße, vorbei an der Regensburger Straße zum Findorfftunnel – Hauptbahnhof und zur Sankt-Jürgen-Straße. Eine zweite Anbindung entstand 1927, als die Strecke zum Bürgerpark durch die Eickedorfer Straße bis zur Hemmstraße verlängert wurde. Beide Strecken wurden zu einem Ring mit den Linien 5 und 6 (zeitweise 6A) verbunden. Die letzte Straßenbahn in Findorff fuhren 1964 (Linie 5) und 1967 (Linie 6).
Im Nahverkehr in Bremen tangieren die Buslinie 28 (Überseestadt ↔ Neue Vahr-Nord) die Straße und die Linien 25 (Weidedamm-Süd ↔ Osterholz), 26 (Überseestadt ↔ Huckelriede) sowie 27 (Weidedamm-Nord ↔ Huckelriede) die Straße an der Hemmstraße.

## Gebäude und Anlagen
An der Straße stehen überwiegend zwei- bis dreigeschossige Gebäude, viele aus der Nachkriegszeit.
Erwähnenswerte Gebäude und Anlagen

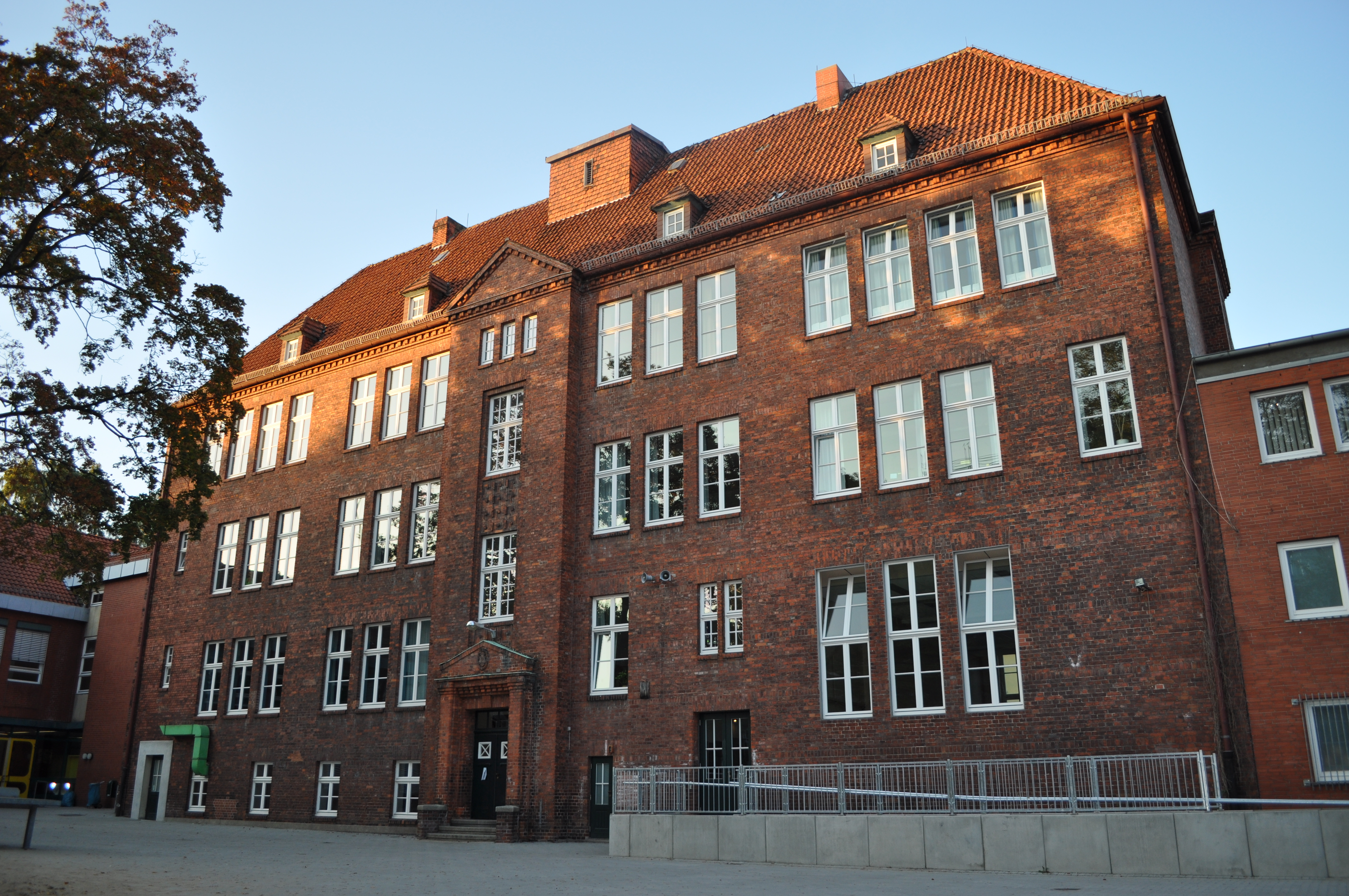
Schulgebäude Gothaer Straße

- Nr. 2/4 (Ecke Münchener Straße Straße): fünfgeschossiges  Wohn- und Geschäftshaus aus den 1970er Jahren
- Nr. 21–25 / Münchener Straße 148: viergeschossige Wohn- und Geschäftshäuser
- Nr. 12–60: dreigeschossige Wohnhäuser, nach 1960 gebaut
- Nr. 29–59: zweigeschossige Wohnhäuser
- Landshuter Straße 46 / Regensburger Straße bis Augsburger Straße 79: dreigeschossige Wohnhäuser
- Nr. 62: zweigeschossiges Wohn- und Geschäftshaus mit Gaststätte, Mansarddach und dreigeschossiger übergiebelter Risalit
- Nr. 64: zweigeschossiges Wohnhaus, erbaut um 1910 mit Mansarddach / dreigeschossiger Neubau, erbaut um 1970
- Nr. 66–70: drei- bis viergeschossige verklinkerte Volksschule von 1912 mit Walmdächern und markanten Dachreiter, erbaut als Schule an der Regensburger Straße für 19 Klassen mit 1000 Schülern und 1915 sogar um 25 bis 28 Klassen mit 1200 bis 1400 Schülern; um einen Innenhof erweitert; 1945 Haupt- und Realschule; 1992 zusammen mit der Schule an der Gothaer Straße[3] und der Schule an der Nürnberger Straße[4] zum Schulzentrum und 2009/10 Oberschule Findorff; 1999: zweigeschossige Erweiterung des Schulzentrums nach Plänen von Horst Rosengart
- Nr. 72–106: zweigeschossige Wohnhäuser im Stil der Bremer Häuser
- Nr. 81–105: zweigeschossige Wohnhäuser im Stil der Bremer Häuser
- ab Nr. 118 bzw. 119: PKW-Stellplätze
- Nürnberger Straße 40e: Spielplatz Findorff am Ende der Straße